# Crundmáel Bolg Luatha
Crundmáel Bolg Luatha mac Áedo (mort en 628) est roi des Uí Cheinnselaigh. Il est le petit-fils d'un souverain précédent Éogan Cáech et l'arrière petit-fils du roi de Leinster Crimthann mac Énnai (mort en 483). Il règne de 625 à  628 et succède à Rónán mac Colmáin du sept Sil Chormaic comme roi des  Ui Cheinnselaigh.

## Contexte
Les Annales relèvent qu'il est assiégé en 626 par les Ui Neill  et les Annales d'Ulster  décrivent cette action comme le  "sac de cendres". Il est tué à la bataille de Duma Aichir en 628 par Fáelán mac Colmáin (mort en 666) des Uí Dúnlainge, plus tard roi de Leinster.
Il a comme successeur son fils Colgu Bolg Luatha qui est tué en 647.

## Article lié
- Liste des rois de Leinster

## Sources primaires
- Livre de Leinster,Rig Laigin et Rig Hua Cendselaig sur CELT: Corpus of Electronic Texts at University College Cork
- Annales d'Ulster sur CELT: Corpus of Electronic Texts at University College Cork
- Annales de Tigernach CELT: Corpus of Electronic Texts at University College Cork

## Sources secondaires
- (en) Charles-Edwards, T. M. (2000), Early Christian Ireland, Cambridge: Cambridge University Press,  (ISBN 0-521-36395-0)